# Levens (Kumbria)
Levens – wieś w Anglii, w Kumbrii, w dystrykcie (unitary authority) Westmorland and Furness. Leży 70 km na południe od miasta Carlisle i 355 km na północny zachód od Londynu. W 2001 miejscowość liczyła 1007 mieszkańców.